# Ruta Provincial 24 (Buenos Aires)
La Ruta Provincial 24 es una carretera parcialmente pavimentada de 65 km de extensión ubicada en el noreste de la provincia de Buenos Aires, en Argentina. El tramo entre la Avenida del Libertador (Ruta Provincial 27) y la Estación José C. Paz del Ferrocarril General San Martín era la Ruta Nacional 197 cuya jurisdicción fue cedida a la provincia de Buenos Aires en el año 1988, mientras que el tramo de 20 km entre General Rodríguez y el Hospital Nacional Baldomero Sommer, ubicado en el Cuartel IV del partido de General Rodríguez era antiguamente la Ruta Nacional 194.

## Características y recorrido
En el tramo de la ruta que se encuentra en el Gran Buenos Aires, este camino no se diferencia en la mayor parte de su recorrido de otras avenidas urbanas. La mayor parte de este camino está pavimentado, excepto el tramo entre el Hospital Nacional Dr. Baldomero Sommer y la localidad de La Choza, que es de tierra.
Esta carretera cruza varias rutas radiales, que son las que salen desde la Ciudad de Buenos Aires.

## Localidades
A continuación se enumeran las localidades servidas por esta ruta.
- Partido de Tigre: Tigre, Troncos del Talar, General Pacheco y El Talar.
- Partido de Malvinas Argentinas: límite entre Ingeniero Pablo Nogués y Villa de Mayo, límite entre Ingeniero Pablo Nogués y Los Polvorines y límite entre Grand Bourg y Los Polvorines.
- Partido de José C. Paz: José C. Paz y San Atilio
- Partido de Moreno: Cuartel V y Francisco Álvarez.
- Partido de General Rodríguez:Las Malvinas y General Rodríguez.
- Partido de General Las Heras: La Choza.

## Nomenclatura municipal
Debido a que gran parte de esta carretera discurre por zonas urbanas, los diferentes municipios dieron nombres a esta ruta:
- Límite entre los partidos de Tigre y San Fernando: Avenida Almirante Brown/Avenida Colón - Avenida Juan B. Justo
- Partido de Tigre: Avenida Juan Domingo Perón - Avenida Hipólito Yrigoyen
- Partido de Malvinas Argentinas: Avenida del Sesquicentenario
- Partido de José C. Paz: Avenida Hipólito Yrigoyen
- Partido de Moreno: Ruta 24
- Partido de General Rodríguez: Ruta 24 - Calle Corrientes
- Partido de General Las Heras: Ruta 24

## Cruces y lugares de interés
A continuación, se presenta un mapa esquemático de las principales intersecciones de esta ruta.
|  |  |  |

| BAHN | SKRZ-GBUE |  |

|  | RMTEEaq | STRq |

| STRq | RMTEEeq |  |

|  | RMu + RGq | BAHN |

|  | RM |

|  | MWNODEr | RM+r |

| RMq | RMIdu | RMIdu |

| WASSERq | RMoW | hKRZWae |

| STRq | MWNODE | STRr |

|  | RM |

|  | RGuq + RM | BAHN |

|  | RM |

|  | RMTEEaq | STRq |

| STRq | RMTEEeq |  |

| BAHN | RGuq + RM |  |

|  | RM |

| RMq | RMIdu | RMq |

| exSTRq | RMKRZ | STRq |

|  | RM |

| STRq | RMKRZ | STRq |

|  | MWNODEr | STRq |

| BAHN | RMu + RGq |  |

|  | RM |

| STRq | RMKRZ | STRq |

|  | RM |

| STRq | RMKRZ | STRq |

|  | RM |

|  | RMTEEaq | STRq |

|  | RMu + RGq | BAHN |

|  | RMu + RGq | exlDAMPF |

| STRq | RMKRZ | STRq |

|  | RM |

| STRq | RMKRZ | STRq |

|  | RM |

| STRq | MWNODE | exSTRq |

|  | STR |

| STRq | ABZlr+lr | STRq |

|  | STR |

| RMq | RMIco | RMq |

|  | STR |

| STRq | KRZlr | STRq |

| lDAMPF | SKRZ-GBUE |  |

|  | STR |

| STRq | ABZg+r |  |

|  | STR |

| WASSERq | WBRÜCKE1 | WASSERq |

|  | STR |

| RMq | MWNODE | RMq |

|  | STR |

| HOSPITAL | TEEeq |  |

|  | exSTR |

|  | exBUE | exlDAMPF |